# Rue de la Madeleine (Troyes)
Pour les articles homonymes, voir Rue de la Madeleine.
La rue de la Madeleine est une voie historique du centre-ville de Troyes, dans le département de l'Aube.

## Situation
Cette voie qui se trouve dans centre ancien, le bouchon de Champagne, commence rue Charbonnet et se termine boulevard Gambetta.
Elle est bordée par :
- l'église de la Madeleine de Troyes,
- le jardin des innocents.

## Origine du nom
Elle porte ce nom car elle est située à proximité de l'église de la Madeleine.

## Historique
Ancienne rue qui menait de la porte de la Madeleine aux marchés.

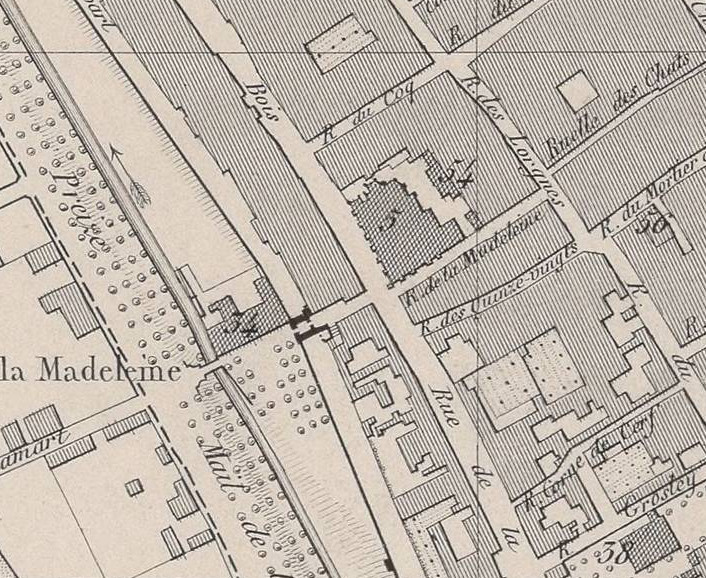
La rue en 1839.

## Bâtiments remarquables et lieux de mémoire

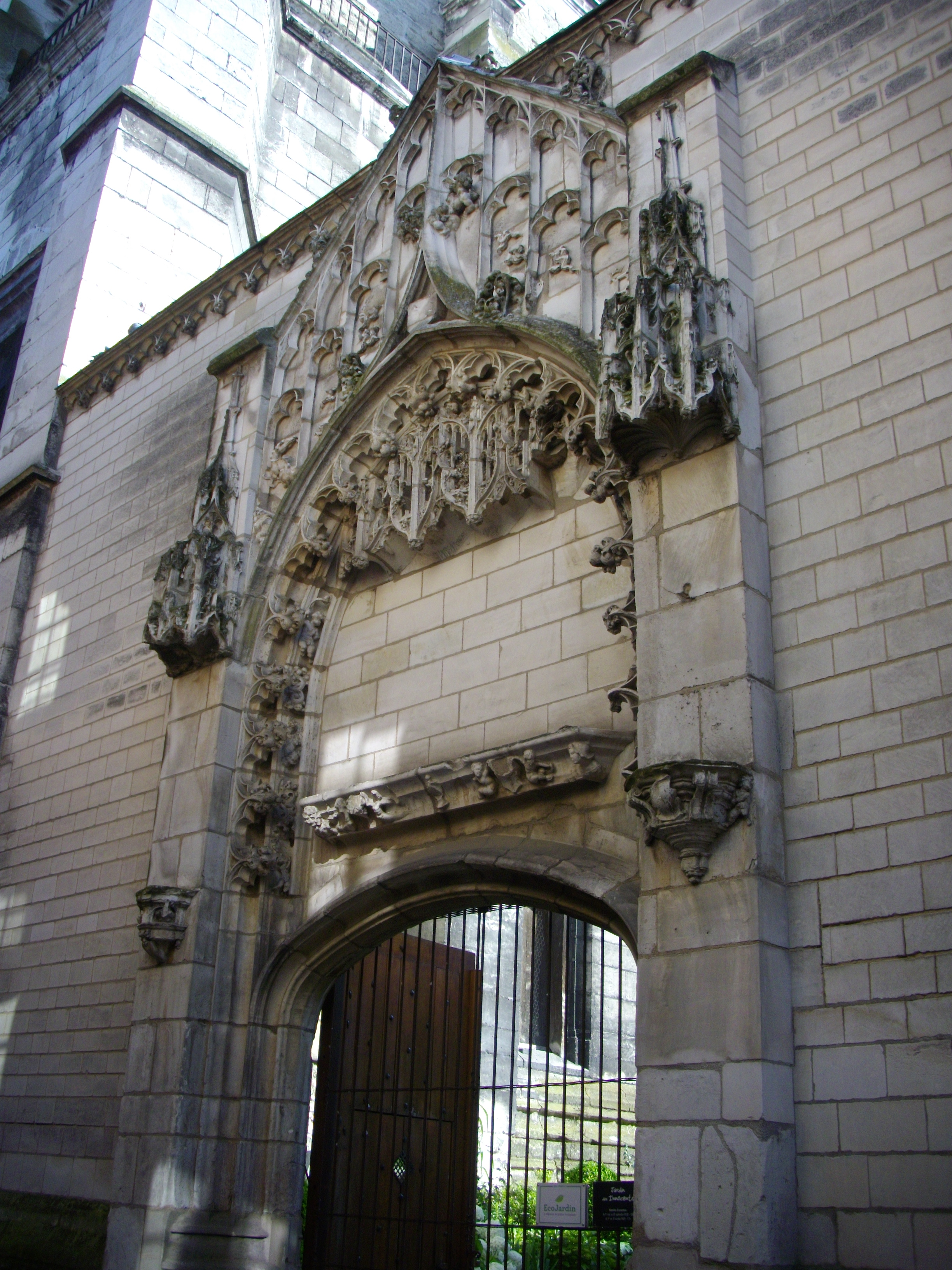
Façade sur rue du jardin,
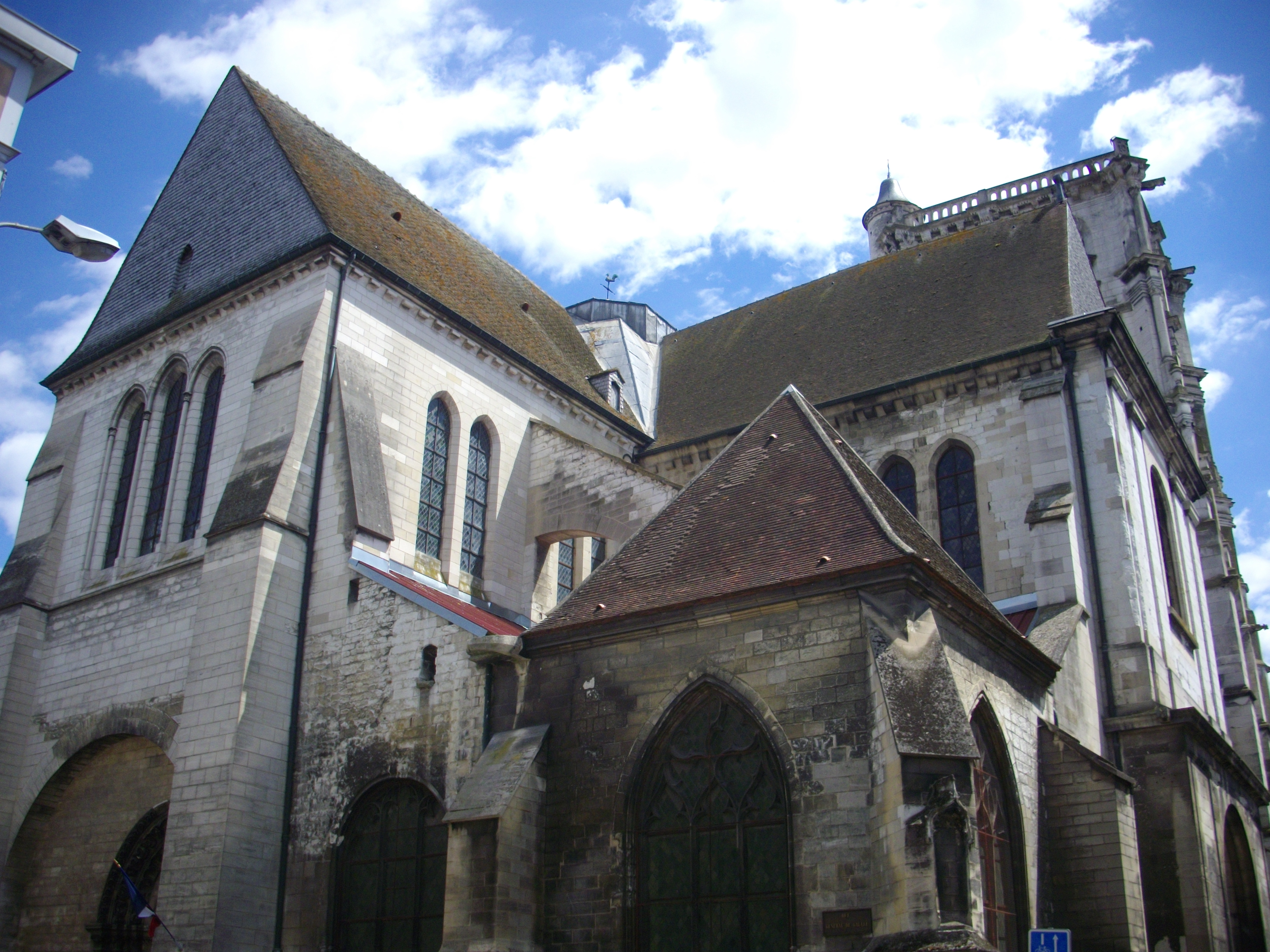
église au croisement de Gaulle et de la rue.